# Lelo (Nguelebok)
Pour les articles homonymes, voir Lelo (homonymie).
Lelo est un village du Cameroun situé dans le département de la Kadey et la région de l'Est. Il est localisé dans la commune de Nguelebok.

## Population
En 1966, le village comptait 82 habitants, principalement des Kaka.
En 2012, on y a dénombrét 158 personnes.